# Ivan Masařík
Ivan Masařík (* 14. September 1967 in Jilemnice) ist ein früherer tschechischer Biathlet. Mit der ununterbrochenen Teilnahme an Olympischen Winterspielen und Biathlon-Weltmeisterschaften zwischen 1990 und 2002 gehört er zu den profiliertesten Vertretern seiner Sportart in den 1990er Jahren.
Ivan Masařík startete in seiner aktiven Zeit für den ŠKP Jablonec nad Nisou. Der in Jablonec nad Nisou lebende Sportlehrer und gelernte Automechaniker begann 1985 mit dem Biathlonsport. Er nahm gegen Ende der 1980er Jahre an seinen ersten Rennen im Biathlon-Weltcup teil. Erstes Großereignis wurden die Biathlon-Weltmeisterschaften 1990 in Minsk. Mit Tomáš Kos, Jiří Holubec und Jan Matouš gewann er mit der Mannschaft der Tschechoslowakei hinter der Mannschaft der DDR die Silbermedaille, 1991 wurde er in Lahti im selben Wettbewerb Fünfter. Bei den Olympischen Winterspielen 1992 in Albertville wurde der letztmals für die Tschechoslowakei startende Athlet 66. im Einzel, 12. im Sprint und gemeinsam mit Martin Rypl, Kos und Tomáš Holubec als Schlussläufer der Staffel Siebter. Zu Beginn der Saison 1992/93 konnte Masařík als Siebter eines Einzels in Pokljuka seine ersten Weltcuppunkte in einem normalen Weltcuprennen erreichen. Insgesamt lief er in seiner Karriere zehnmal unter die besten Zehn. Einmal, 1998 in Hochfilzen, erreichte er als Drittplatzierter das Siegerpodest. Mit der Staffel konnte er 2000 in Hochfilzen ein Rennen gewinnen. In der Gesamtwertung wurde ein 23. Platz in der Saison 1993/94 Masaříks bestes Ergebnis. Nach dem Zusammenbruch der Tschechoslowakei startete er bei den Weltmeisterschaften 1993 in Borowez nun für Tschechien und wurde 12. mit der Staffel. Nächstes Großereignis wurden die Olympischen Winterspiele 1994 in Lillehammer mit Rang 34 im Einzel und 12 im Staffelrennen. Bei den Weltmeisterschaften 1995 in Antholz gewann Masařík an der Seite von Garabik, Dostál und Jiří Holubec mit der Silbermedaille im Mannschaftswettbewerb seine zweite WM-Medaille der Karriere. Zudem brachten ihm die Weltmeisterschaften mit Platz 28 im Einzel und 19 im Sprint ebenso wie die Welttitelkämpfe 1996 in Ruhpolding mit den Rängen 24 im Einzel und 28 im Sprint gute, wenn auch nicht herausragende, Ergebnisse. Das setzte sich auch 1997 mit einem 27. Platz im Einzel von Osrblie fort, wenngleich die weiteren Ergebnisse eher enttäuschend waren.
Masařík erreichte seine besten Leistungen bei Großereignissen bei den Olympischen Winterspielen 1998 in Nagano. Mit Rang vier im Einzel verpasste er hinter dem Weißrussen Oleksij Ajdarow eine Medaille nur um einen Rang, zudem wurde er 15. im Sprintwettbewerb und mit Petr Garabík, Zdeněk Vítek und erneut Holubec, wiederum als Schlussläufer mit der Staffel, holte er den wenig befriedigenden 14. Platz. Im auf dem olympischen Sprint basierenden Verfolgungsrennen bei der WM 1998 in Pokljuka lief Masařík auf Platz 24. Bei den wegen Wetterkapriolen auf Kontiolahti und Oslo verteilten Weltmeisterschaften 1999 wurde Platz 13 im Einzel sein bestes Ergebnis. Letztmals unter die besten 20 lief Masařík bei einer WM 2000 in Oslo mit Rang 17 im Verfolgungsrennen nach einem 26. Rang im Sprint. Erfolgreich verliefen die Biathlon-Europameisterschaften 2000 in Zakopane, wo der Tscheche hinter Andreas Stitzl im Sprint die Silbermedaille gewann. Mit der Staffel verpasste er als Viertplatzierter eine weitere Medaille und wurde zudem Elfter der Verfolgung und 13. im Einzel. Bestes Resultat bei Masaříks letzter WM in Pokljuka wurde Rang 47 in der Verfolgung. Letztes Großereignis und Abschluss der internationalen Karriere wurden die Olympischen Winterspiele 2002 von Salt Lake City, wo der Tscheche 42. des Einzels wurde und mit Garabík, Roman Dostál und Vítek als Fünftplatzierter im Staffelrennen nochmals ein sehr gutes Ergebnis erreichte. Nach seiner aktiven Karriere übernahm Masařík Aufgaben in offizieller Funktion beim tschechischen Biathlonverband.

## Bilanz im Biathlon-Weltcup
Die Tabelle zeigt alle Platzierungen (je nach Austragungsjahr einschließlich Olympische Spiele und Weltmeisterschaften).
- 1.–3. Platz: Anzahl der Podiumsplatzierungen
- Top 10: Anzahl der Platzierungen unter den ersten zehn (einschließlich Podium)
- Punkteränge: Anzahl der Platzierungen innerhalb der Punkteränge (einschließlich Podium und Top 10)
- Starts: Anzahl gelaufener Rennen in der jeweiligen Disziplin

| Platzierung                | Einzel | Sprint | Verfolgung | Massenstart | Team | Staffel | Gesamt |
| -------------------------- | ------ | ------ | ---------- | ----------- | ---- | ------- | ------ |
| 1. Platz                   |        |        |            |             |      | 1       | 1      |
| 2. Platz                   |        |        |            |             | 1    | 1       | 2      |
| 3. Platz                   | 1      |        |            |             |      | 1       | 2      |
| Top 10                     | 6      | 2      | 2          |             | 4    | 16      | 30     |
| Punkteränge                | 18     | 23     | 15         | 5           | 4    | 27      | 92     |
| Starts                     | 46     | 63     | 30         | 5           | 4    | 27      | 175    |
| Stand: Daten unvollständig |        |        |            |             |      |         |        |